# 昙石山文化
昙石山文化是距今大约4300—5000年、命名源自闽侯县的昙石山遗址的新石器时代文化，以福建省闽江下游一带及闽东地区沿海一带一系列遗址为代表。昙石山文化被认为是福建先秦时期闽族的发源地，以及南岛语族重要的溯源地。

## 研究历史
昙石山文化的命名源自坐落于于闽侯县甘蔗街道的昙石山遗址，历史年代距今4300—5000年，横跨新石器时代至中原王朝的商周时期。昙石山文化的代表性遗址——昙石山遗址发现于1954年。首次发掘昙石山遗址后，南京博物院的曾昭燏、尹焕章等学者首次提出把分布于福建、粤东和浙南地区的“印纹陶文化”命名为“昙石山文化”。此外，亦有一些遗址的文化层中出土过昙石山文化遗存，如位于福清的东张遗址、位于闽侯的庄边山遗址、黄土仑遗址和溪头遗址等。
昙石山文化是福建省首个被确立的考古学文化，获得了考古学者的广泛研究，其代表性遗址——昙石山遗址在2001年入选第五批全国重点文物保护单位，而作为昙石山文化展示、研究与保护机构的福建省昙石山遗址博物馆于21世纪初年落成开馆。昙石山文化被认为是蘇秉琦“中華文明多元起源學說”的佐证，不但先秦闽族发源于此，南島語族起源亦很可能追溯至此。

## 文化特征

### 居住条件

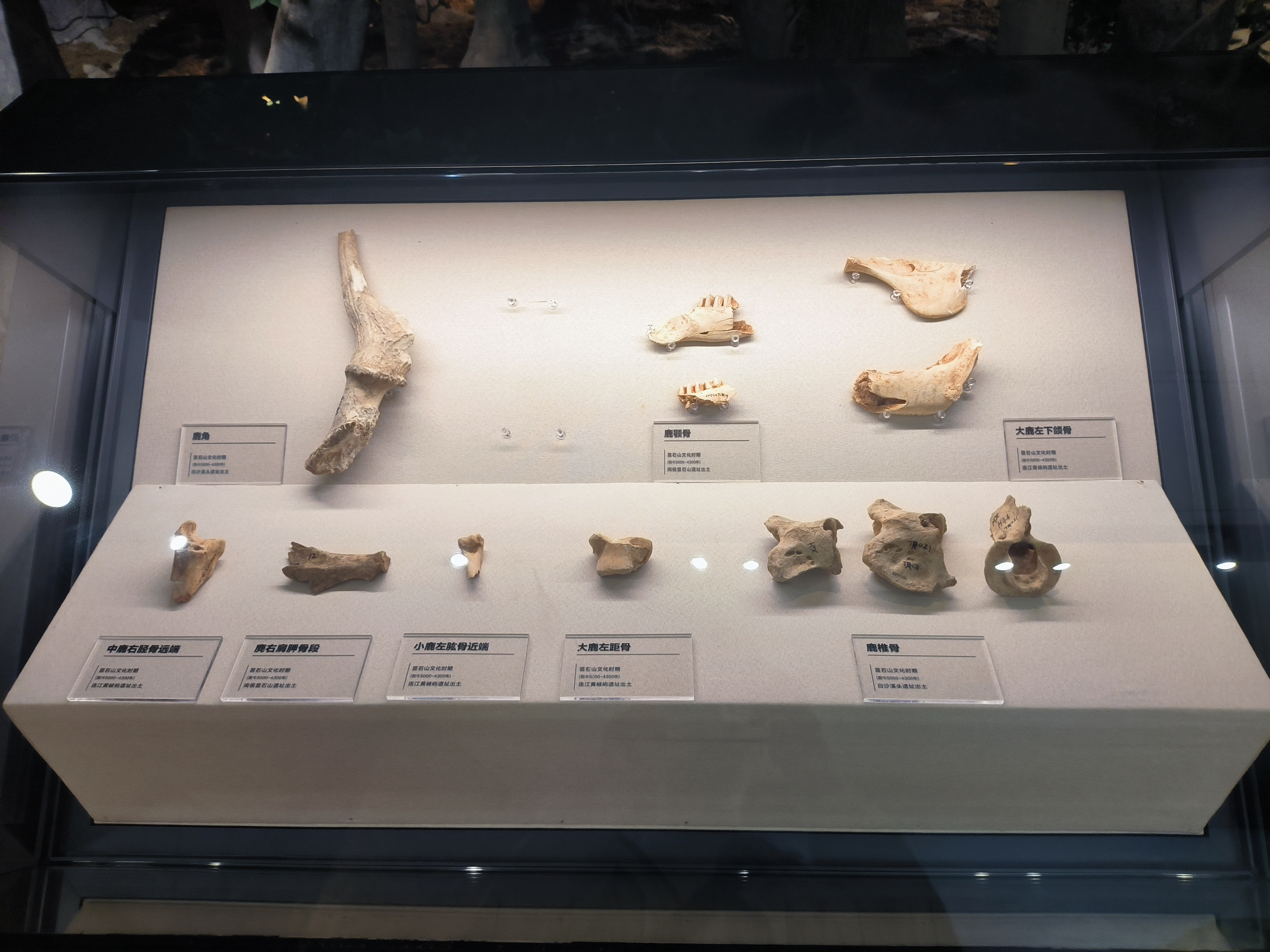
昙石山文化时期闽侯昙石山遗址、溪头遗址以及连江黄岐屿遗址出土的动物遗骸。

考古发掘显示，昙石山遗址是一处典型的海洋性贝丘遗址。经出土文物考证及地质学论证，在昙石山文化蓬勃发展的时期，昙石山遗址的位置附近即为闽江入海口所在地，在昙石山遗址内以及闽侯境内的甘蔗街道和白沙、小箬一带出土的蛤蜊层是这一说法的有力证明；此外，在昙石山附近采集到的大象、犀牛遗骨则说明当时的昙石山属热带气候，森林繁茂。彼时临海傍林的自然条件为当地人提供了良好的居住环境。

### 经济生活
从出土的野生动物骨、贝类动物的壳、被人为饲养的狗、猪残骸，以及人为炭化的稻谷来看，昙石山人以动植物、海产品为食，且以狩猎、畜牧相结合的方式获取肉类，以捕捞的形式获取水产品，以采集、种植相结合的方式获取植物类食品。从占比不多的兽骨和农产品可以推断，狩猎在昙石山文化的生产生活中占据次要地位，农业生产亦非主要生活手段，食用的海产品则是贝类为主。
昙石山文化生产工具以陶、石、骨、角、牙、贝等为原料，器型繁多但形制固定，坚硬的石器、骨器、角器和牙器多为磨制而成，陶器则由较为成熟的窑烧制而来，从这些出土的农业工具、手工业工具和渔猎工具亦可看出昙石山文化的生产生活方式。昙石山遗址内出土的贝制刀具和铲具为海洋贝丘文化的典型特征。当时的先民就地取材，利用牡蛎壳打造的贝器作为生产生活用具，如贝凿、贝刀、贝铲等，这些出土的贝器上有钻孔、磨制以及切割等昙石山人加工它们的痕迹。
昙石山遗址出土遗物中有较多经人吸食过贝类的介壳，其中最厚的堆积可达3米，故有人认为该遗址居民的重要食物来源是海洋贝类，但亦有学者反对这一观点，认为昙石山人以植物为主食，且经济活动以农业为主。在其中一个墓葬中出土的18件陶釜中发现了其底部有火烧的痕迹，这些陶器被认为是用于烹煮河鲜、海鲜的炊具。

### 墓葬
昙石山文化的墓葬多与居址交错，个别遗址有公共墓地的迹象，随葬品有多有少，显示出当时存在贫富差距。通过对墓葬习俗的分析，科学家认为昙石山文化处在母系社会后期阶段。在上层遗址出土的墓葬中，考古学者还发现了陪葬现象，部分出土遗址中有殉狗坑和陪葬的奴隶遗骸，其中一男奴的腿骨竖插于坑中，疑为被活埋时挣扎导致的，而从这些墓地遗址出土的陶器遗存以及殉葬的习俗来看，其历史时代大约在西周时期。彼时的昙石山人存在奴隶制的蓄奴现象说明社会已经发达到生产过剩的程度，而部分学者基于昙石山出土墓葬的相关研究，提出过该遗址在考古学上并非严格意义上的遗址，而是古代时期的墓地的假说。

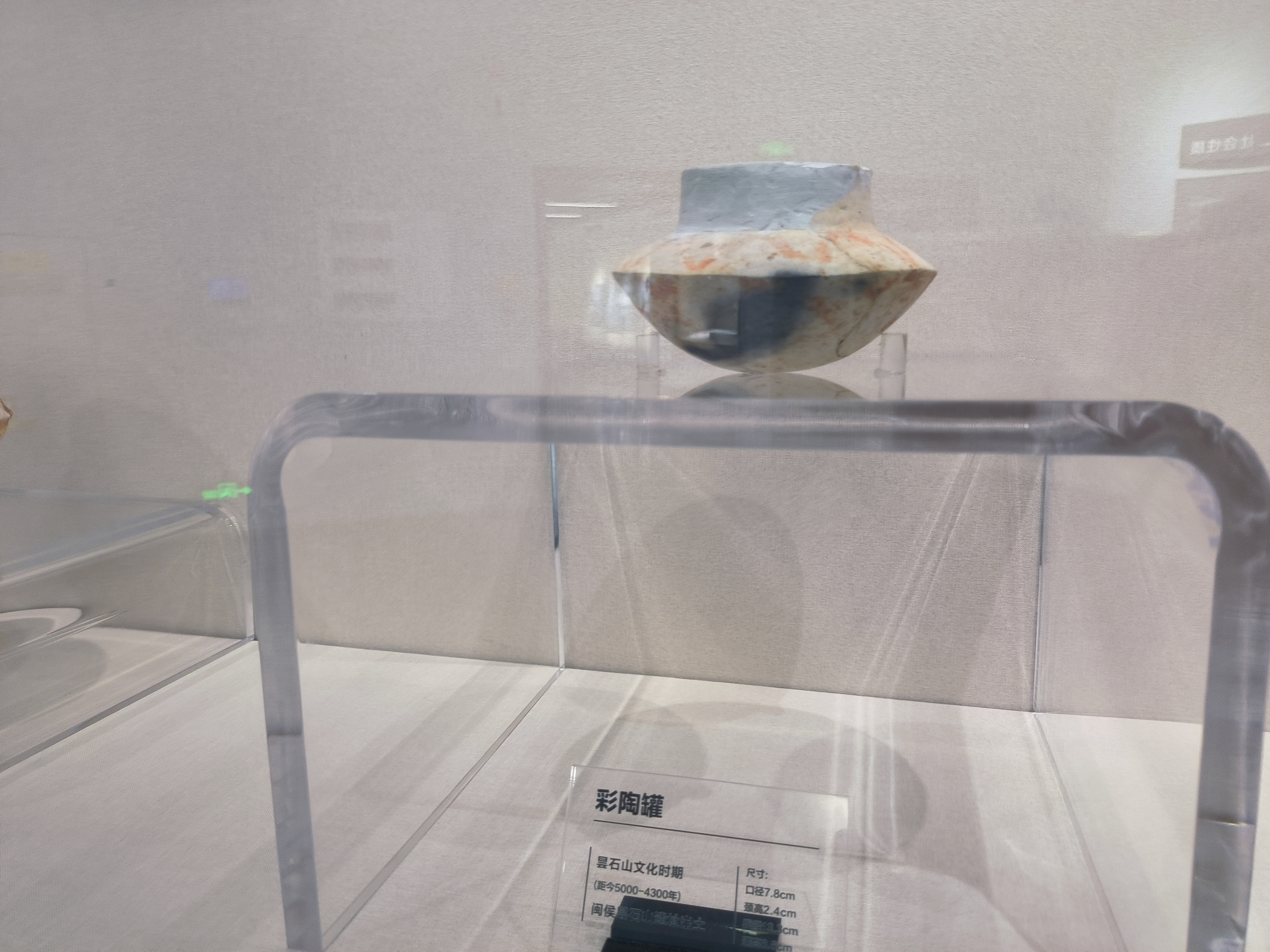
昙石山遗址博物馆中展示的彩陶罐，出土于昙石山遗址。
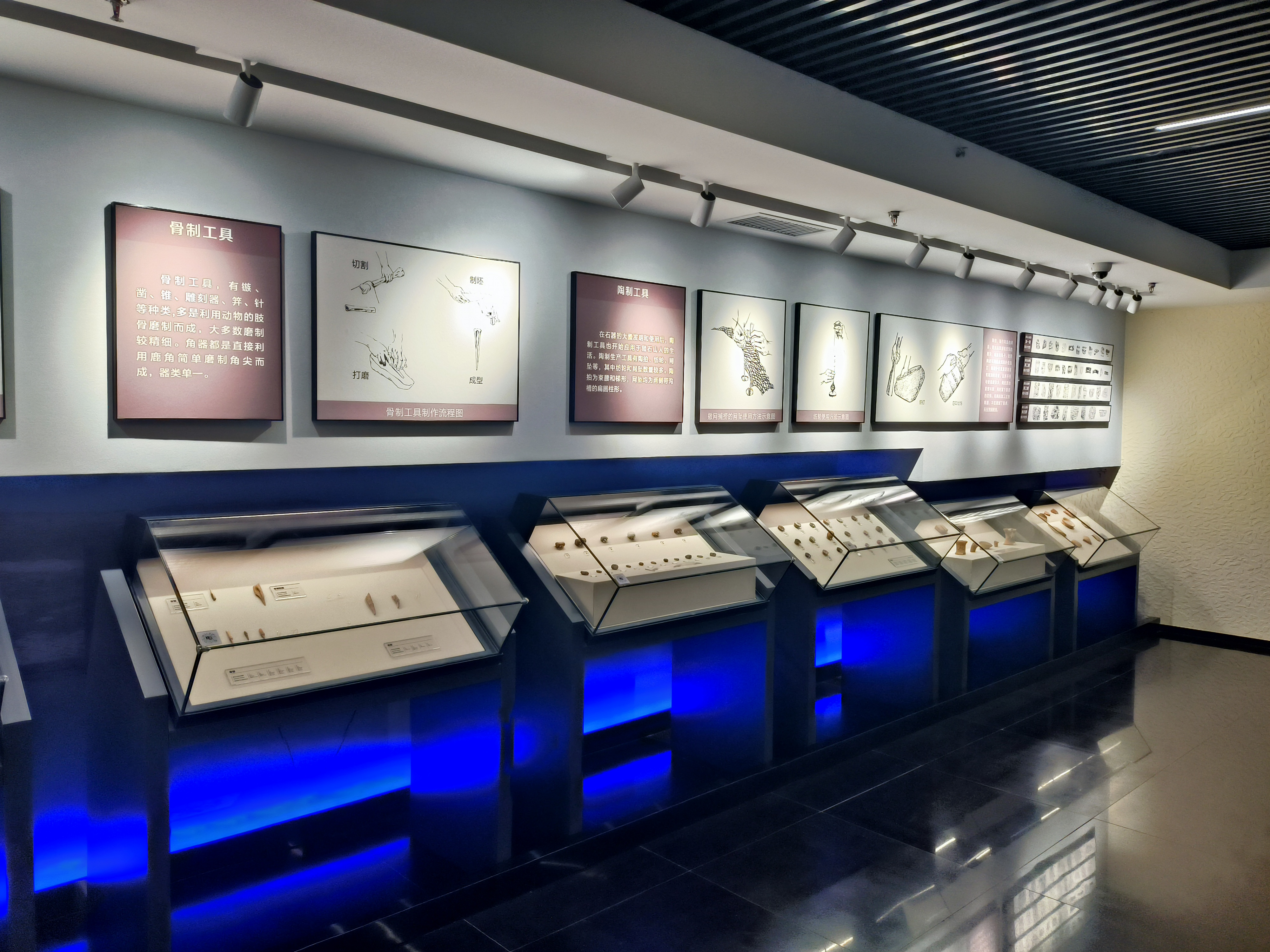
昙石山遗址博物馆展示的昙石山文化陶器、贝器，体现昙石山文化的特色。
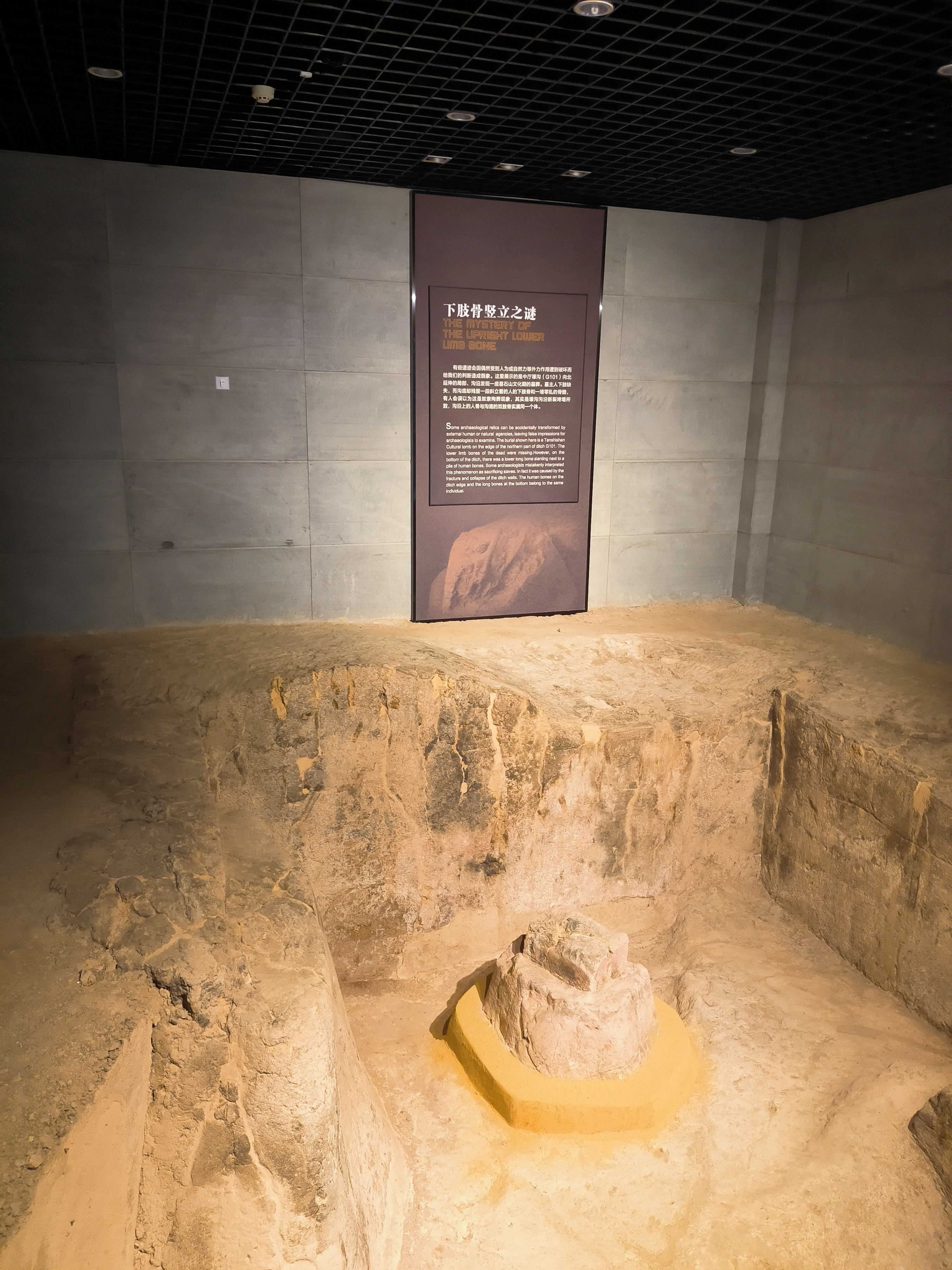
殉葬坑中竖立的男性腿骨，造成该现象的原因众说纷纭。
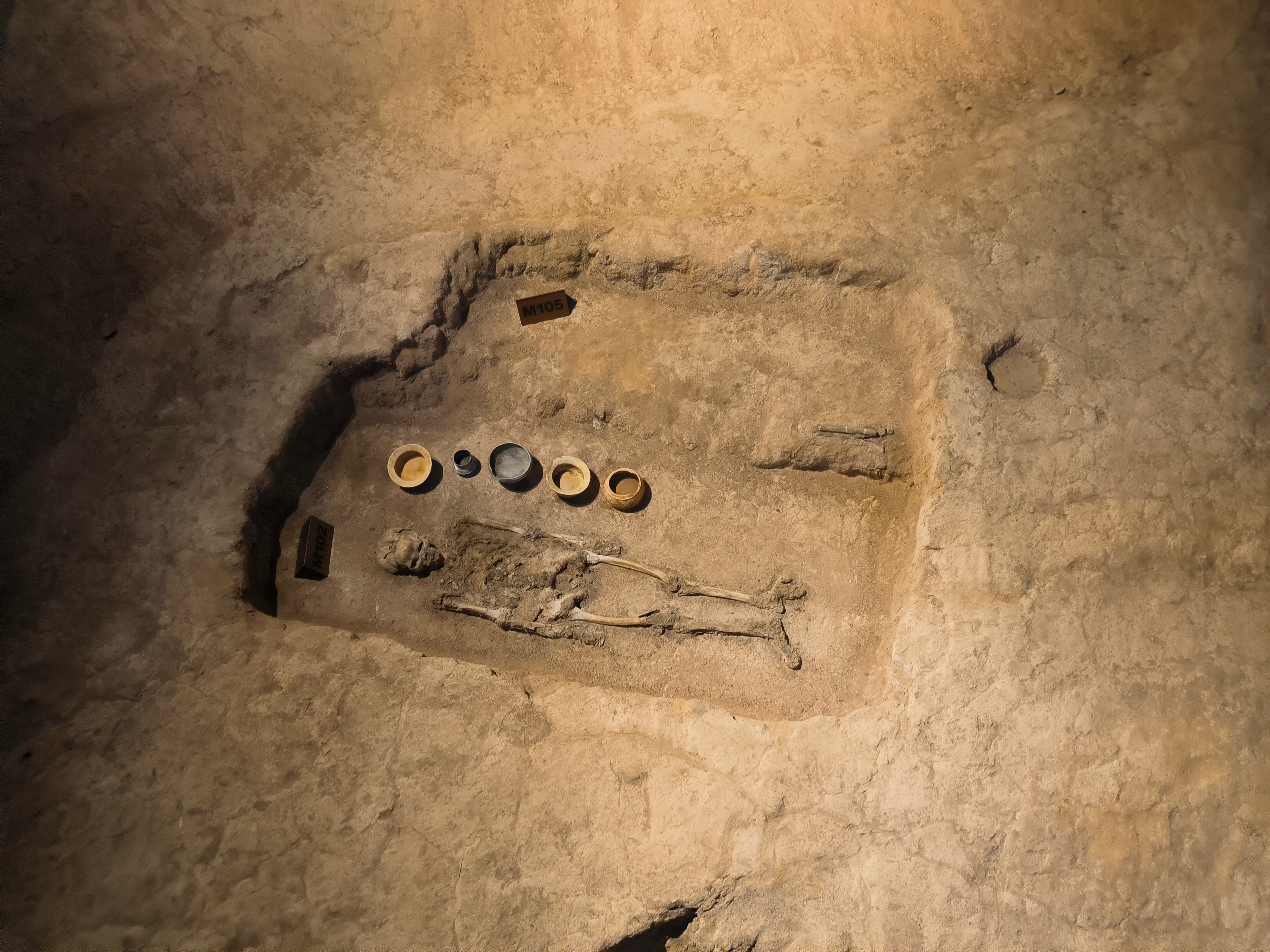
昙石山遗址出土墓地中被安葬的昙石山人遗骨与他的陪葬品。

## 与外界文化的联系

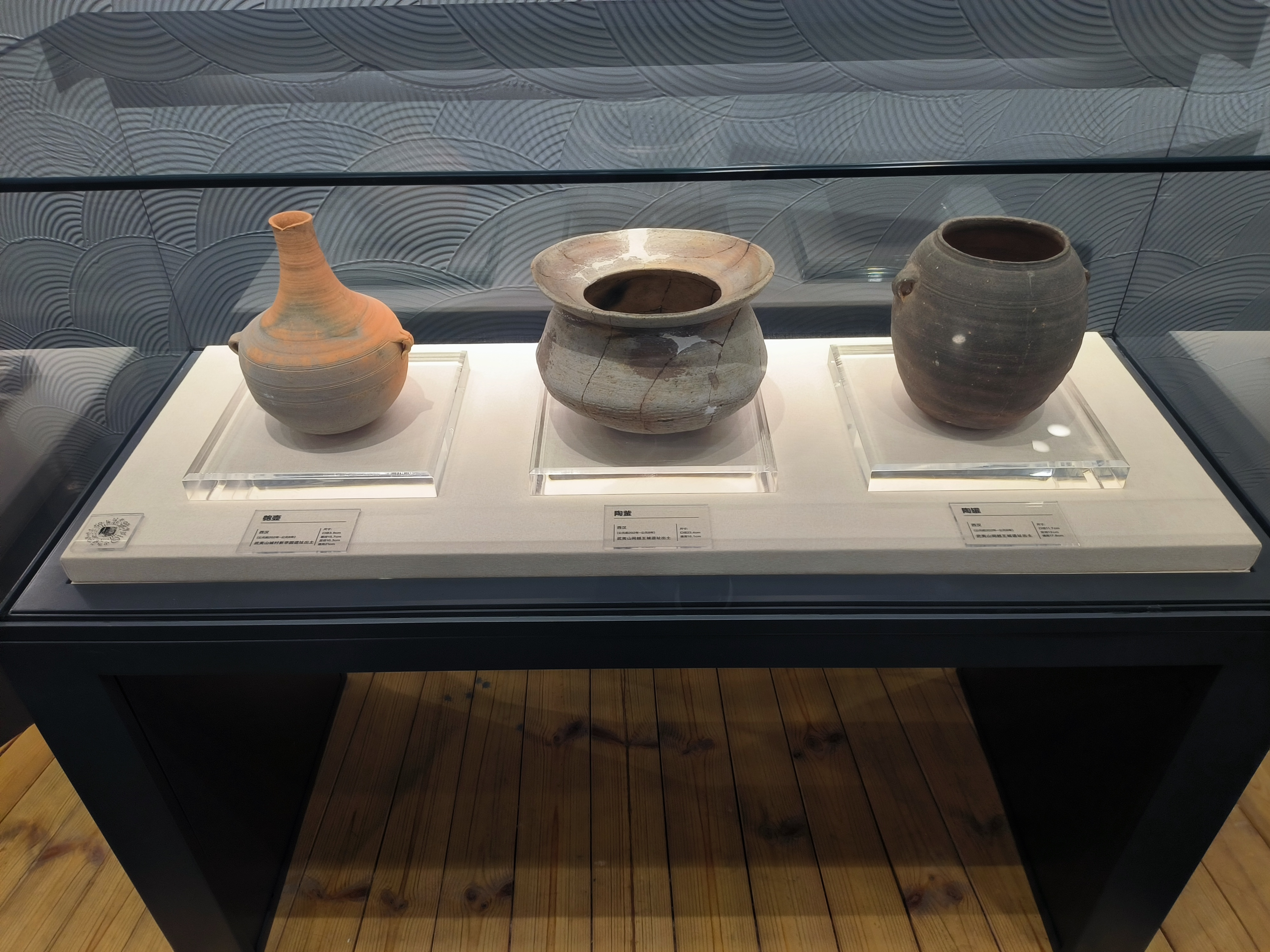
闽江上游城村汉城遗址出土的陶罐。

昙石山文化的历史距今4300—5000年，持续了约700年，其文化遗存主要来自出土文物最为重要、丰富的昙石山遗址第二期文化层。昙石山文化受到其前身（即昙石山遗址下层文化，位于遗址文化层第一期，距今5000—5500年）的影响，同时亦受到闽北地区的牛鼻山文化以及江浙地区的良渚文化的影响，并在此基础上有新的发展。作为闽江下游流域文化，昙石山文化对闽江中上游地区、浙江南部地区及福建南部沿海地区的后期文化都有所影响。此外，昙石山遗址曾出土一块与日本人独有特征一致的颧骨——“日本人骨”，故有部分学者推测日本人的祖先可能来自昙石山。
昙石山文化的代表性遗址属于贝丘遗址——一种以采贝经济为主、具有海洋文化特征的遗址，出土的凹石（被认为是用于砍砸海产品的工具）与台湾高雄凤鼻头遗址以及南太平洋的一些贝丘遗址所出土的相似。中国大陆学者认为这是闽台早期文化同属以采贝经济为主的海洋贝丘文化的证据，并以此认为昙石山文化下的人类经历了自昙石山一带经由平潭、台湾传播向南太平洋诸岛的过程，将台湾学者张光直对南岛语族起源于平潭壳丘头遗址一带的观点进一步扩展，同时以此反对部分台湾学者提出的台湾南岛语族（即台湾原住民）“南来论”的观点。但亦有来自台湾的学者认为昙石山遗址与凤鼻头遗址“并非直接的移民或传承关系”。